# Seseli kochii
Seseli kochii är en flockblommig växtart som beskrevs av Maurice A.F. Breistroffer. Seseli kochii ingår i släktet säfferötter, och familjen flockblommiga växter. Inga underarter finns listade i Catalogue of Life.